# 2,α-DMT
2, альфа-DMT или 2, α-диметилтриптамин, представляет собой триптамин и малоизвестный психоделик. Это 2, a-диметиловый аналог DMT. 2, α-DMT был впервые синтезирован Александром Шульгиным. В своей книге TiHKAL (Триптамины, которые я узнал и полюбил) Шульгин указывает дозу в 300-500 мг, а продолжительность действия - от 7 до 10 часов. 2, α-DMT вызывает мидриаз и парестезию. Он также производит чувство опьянения, спокойства, вызывает умеренную эйфорию. 
На настоящий момент очень мало известно о фармакологии, метаболизме и токсичности 2, α-DMT.

## Правовой статус
2, α-DMT внесён в Список I наркотических средств, оборот которых в Российской Федерации запрещён, как производное диметилтриптамина (DMT).